# Kulturní marxismus
Konspirační teorie o kulturním marxismu (v českém prostředí neomarxismus) je krajně pravicová antisemitská konspirační teorie, která prohlašuje západní marxismus za základ pokračujícího akademického a intelektuálního úsilí o rozvrat západní kultury. Zastánci konspirační teorie tvrdí, že elita marxistických teoretiků a intelektuálů Frankfurtské školy rozvrací západní společnost kulturní válkou, která podkopává křesťanské hodnoty tradicionalistického konzervatismu a prosazuje kulturně liberální hodnoty kontrakultury 60. let a multikulturalismu, progresivní politiky a politické korektnosti, mylně prezentované jako identitární politika vytvořená kritickou teorií.
Ačkoli tato teorie vznikla ve Spojených státech v 90. letech 20. století, do hlavního proudu se dostala v druhém desetiletí 21. století a je propagována celosvětově. V českém prostředí se pak pojem kulturního marxismu objevuje spíše v podobě pojmu neomarxismus, který v tomto významu rozšířil neonacistický web White Media společně s řadou příbuzných dezinformačních webů. Konspirační teorii o kulturním marxismu propagují pravicoví politici, fundamentalističtí náboženští vůdci, političtí komentátoři v mainstreamových tištěných a televizních médiích a ultrapravicoví teroristé. Vědecká analýza konspirační teorie dospěla k závěru, že se nezakládá na skutečnosti a není založena na žádném skutečném intelektuálním trendu.
V době nacistického Německa plnil podobnou funkci pojem kulturní bolševismus, prostřednictvím kterého nacisté tvrdili, že židovský kulturní vliv způsobil německou společenskou degeneraci za liberálního režimu Výmarské republiky (1918-1933) a je příčinou společenské degenerace na Západě.

## Aspekty konspirační teorie

### Kulturní pesimismus

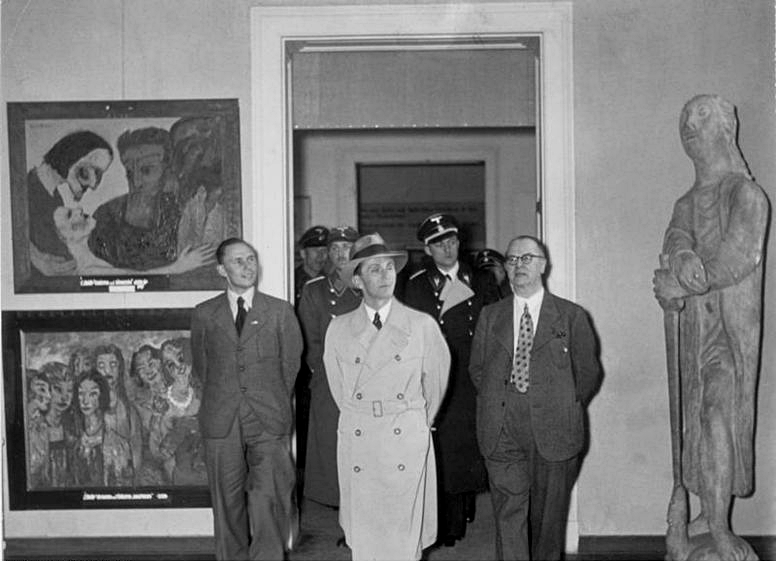
Konspirační teorie kulturního marxismu je často srovnávána s antisemitskou nacistickou propagandou o "kulturním bolševismu" a "zvrhlém umění". Výstavu takového umění si prohlíží na obrázku říšský ministr Goebbels.

V eseji "New Dark Age: The Frankfurt School and 'Political Correctness'" (1992) vysvětluje Michael Minnicino jménem Schillerova institutu (politické organizace spojené s konspiračním teoretikem a věčným kandidátem na prezidenta Lyndonem LaRouchem), konspirační teorii kulturního marxismu. Podle Minnicina "židovští intelektuálové" Frankfurtské školy propagovali moderní umění, aby se kulturní pesimismus stal duchem kontrakultury 60. let, která vycházela z kontrakultury Wandervogel, kulturně liberálního hnutí německé mládeže, jehož švýcarská komuna Monte Verità byla v 19. století předchůdcem západní kontrakultury 60. let. Historik Martin Jay upozornil, že kniha Daniela Estulina cituje Minnicinovu esej jako politickou inspiraci pro konzervativní think-tank Free Congress Research and Education Foundation (Nadace pro výzkum a vzdělávání Svobodného kongresu).
V knize Fascism and Culture (2003) profesor Matthew Feldman tvrdí, že etymologie termínu kulturní marxismus pochází z antisemitského termínu Kulturbolschewismus (kulturní bolševismus), kterým nacisté tvrdili, že židovský kulturní vliv způsobil německou sociální degeneraci za liberálního režimu Výmarské republiky (1918-1933) a je příčinou sociální degenerace na Západě. Podobně se vyjadřuje i Maxime Dafaure v článku "The 'Great Meme War:' the Alt-Right and its Multifarious Enemies" (2020).
V eseji "Cultural Marxism and the Cathedral: Two Alt-Right Perspectives on Critical Theory" (2019) akademik Andrew Woods poznamenává, že taková srovnání jsou nejčastějším způsobem, jak analyzovat antisemitské důsledky konspirační teorie. Nenazval by ji však ničím jiným než moderní podobou kulturního bolševismu, a tvrdí, že její antisemitismus je nicméně "hluboce americký".:s.47 Podle filozofa Slavoje Žižeka hraje termín kulturní marxismus "stejnou strukturální roli jako 'židovské spiknutí' v antisemitismu. Promítá (či spíše překlápí) bezprostřední antagonismus našeho socioekonomického života na vnější příčinu. Tedy to, co konzervativní pravice odsuzuje jako etický rozklad našich životů (feminismus, politickou korektnost, útoky na patriarchát a podobně) musí mít vnější příčinu a nemůže vzniknout z antagonismů a napětí naší vlastní společnosti."

### Údajné cíle
V článku v katolickém magazínu The Wanderer s názvem "The Frankfurt School: Conspiracy to Corrupt" (prosinec 2008) Timothy Matthews prohlásil, že Frankfurtská škola je "Satanovým dílem", a obvinil ji z podněcování "kulturní války". Článek obviňoval Frankfurtskou školu, že má na svědomí:
1. Vytvoření trestných činů proti rasismu
2. Neustálé změny, které vytvářejí zmatek
3. Výuku dětí o sexu a homosexualitě
4. Podkopávání autority škol a učitelů
5. Ničení americké národní identity skrz imigraci
6. Podporu nadměrného pití alkoholu
7. Vyprazdňování kostelů
8. Nespolehlivý právní systém, který je zaujatý proti obětem trestných činů.
9. Závislost na státu nebo státních dávkách
10. Kontrolu a ohlupování médií
11. Podporu rozpadu rodiny

Přestože neexistuje spojitost mezi seznamem a jakýmkoli akademickým hnutím, konspirační teoretici využívají Matthewsova tvrzení k propagaci konspirační teorie kulturního marxismu v pravicových a alt-right zpravodajských médiích i na krajně pravicových internetových fórech, jako je Stormfront.

### Znevažování politických oponentů
Politoložka Heidi Beirichová v knize Taking On Hate: One NGO's Strategies (2009) uvedla, že teorie kulturního marxismu démonizuje nepřátele konzervatismu, jako jsou feministky, sociální hnutí LGBT, sekulární humanisté, multikulturalisté, sexuální pedagogové a environmentalisté, imigranti a černošští nacionalisté. V Evropě citoval norský krajně pravicový terorista Anders Behring Breivik Lindovu konspiraci o kulturní válce ve svém 1500stránkovém politickém manifestu "2083: Evropská deklarace nezávislosti". Uvedl, že "epidemie pohlavně přenosných nemocí v západní Evropě je důsledkem kulturního marxismu"; že "kulturní marxismus definuje muslimy, feministky, homosexuály a některé další menšinové skupiny jako ctnostné a etnické křesťanské evropské muže považuje za zlo"; a že "Evropský soud pro lidská práva (ESLP) ve Štrasburku je kulturně-marxisty ovládaný politický subjekt." Asi 90 minut předtím, než Breivik při útocích v Norsku v roce 2011 zabil 77 lidí, poslal 1003 lidem e-mailem svůj manifest a výtisk knihy "Politická korektnost: Krátké dějiny jedné ideologie".
V knize "Collectivists, Communists, Labor Bosses, and Treason: The Tea Parties as Right-Wing, Populist Counter-Subversion Panic'" (2012) novinář Chip Berlet označil konspirační teorii kulturní války za základní ideologii hnutí Tea Party v rámci Republikánské strany. Podle Berleta populistická rétorika regionálních ekonomických elit podporuje paniku proti subverzi, jíž je početná voličská skupina bílých příslušníků střední třídy sváděna k nerovným politickým spojenectvím, aby uhájila své místo ve střední třídě. Kromě toho jsou neúspěchy kapitalismu volného trhu svalovány na místní kolektivy, komunisty, odboráře, rasové menšiny a přistěhovalce prostřednictvím manipulace s vlastenectvím, ekonomickým liberalismem, tradičními křesťanskými hodnotami a nativismem.
Politolog Jérôme Jamin v publikacích "Cultural Marxism and the Radical Right" (2014) a "Cultural Marxism: A Survey" (2018) označuje konzervativního politika a mediálního odborníka Pata Buchanana za "intelektuální hybnou sílu" konspirační teorie a Anderse Breivika za "násilný impuls". Oba se opírali o Williama Linda, který vydal dílo s názvem "Political Correctness: A Short History of an Ideology", jež Jamin označuje za základní text, který "je od roku 2004 jednomyslně citován jako 'referenční'". Jamin dále vysvětluje:
Vedle globálního rozměru konspirační teorie kulturního marxismu je tu její inovativní a originální rozměr, který jejím autorům umožňuje vyhýbat se rasistickým diskurzům a předstírat, že jsou obhájci demokracie. Kulturní marxismus jako takový je inovativní ve srovnání se starými stylizovanými teoriemi podobného charakteru, jako jsou teorie zahrnující zednáře, bavorské ilumináty, Židy nebo dokonce bankéře z Wall Street. Pro Linda, Buchanana a Breivika nepřichází hrozba od migranta nebo Žida, protože je migrant nebo Žid. Pro Linda přichází hrozba od komunistické ideologie, která je považována za nebezpečí pro svobodu a demokracii a která je spojována s různými autoritářskými politickými režimy (Rusko, Čína, Kambodža, Kuba atd.). Pro Buchanana přichází hrozba z ateismu, relativismu a tvrdého kapitalismu, které ve své kombinaci mění lidi a národy v nekontrolovatelnou masu odcizených konzumentů. Pro Breivika, sebestředného vlka samotáře, přichází nebezpečí z islámu, náboženství považovaného za totalitní ideologii, která ohrožuje liberální demokracie ze západní Evropy stejně jako její židovsko-křesťanské dědictví. Lind, Buchanan a Breivik se zjevnému rasismu úzkostlivě vyhýbají.
V roce 2017 bylo oznámeno, že poradce Richard Higgins byl propuštěn z Rady národní bezpečnosti Spojených států za zveřejnění memoranda "POTUS & Political Warfare", které tvrdilo, že existuje levicové spiknutí s cílem zničit prezidentství Donalda Trumpa, protože "američtí veřejní intelektuálové kulturního marxismu, zahraniční islamisté a globalističtí bankéři, zpravodajská média a politici z republikánské a demokratické strany útočí na Trumpa, protože představuje existenční hrozbu pro kulturní marxistické memy, které dominují převládajícímu kulturnímu narativu v USA".

### Politická korektnost a antisemitské argumenty
V projevu The Origins of Political Correctness (2000) William S. Lind vytvořil ideologii a etymologii konspirační teorie kulturního marxismu. Lind napsal:
Když se na to podíváme analyticky, když se na to podíváme historicky, rychle zjistíme, co to přesně je. Politická korektnost je kulturní marxismus. Je to marxismus přeložený z ekonomických do kulturních pojmů. Je to snaha, která sahá nikoliv do šedesátých let a k hippies a mírovému hnutí, ale až do první světové války. Porovnáme-li základní principy politické korektnosti s klasickým marxismem, jsou paralely velmi zřejmé.
Profesor práva Samuel Moyn v úvodníku "Oblíbený mem alternativní pravice je starý 100 let" (The Alt-Right's Favorite Meme is 100 Years Old) z roku 2018 označil konspirační teorii za antisemitský výmysl a zaměřil se na skutečné politické násilí, které způsobila. O původu a historii konspirační teorie Moyn napsal:
Strach z "kulturního marxismu", původně americký příspěvek k fantasmagorii alt-right, se už léta šíří globálními kanály nenávisti. Stále častěji proniká do hlavního proudu. Než byl loni [2017] propuštěn Trumpův poradce Rich Higgins, odvolával se na hrozbu "kulturního marxismu" při návrhu nové národní bezpečnostní strategie. V červnu [vysloužilý kongresman] Ron Paul zveřejnil na Twitteru rasistický mem, který tuto frázi použil. Syn Jaira Bolsonara, nově zvoleného brazilského siláka, se na Twitteru pochlubil, že se setkal se Stevem Bannonem a spojili síly, aby porazili 'kulturní marxismus'. Jordan Peterson, svépomocný guru a autor bestsellerů, proti ní také brojil ve svých úvahách na YouTube..
Podle Moyna "širší diskurz kolem kulturního marxismu dnes nepřipomíná nic jiného než verzi mýtu o židobolševismu aktualizovanou pro novou dobu". Moyn uzavírá: "To, že je 'kulturní marxismus' hrubá nadávka, která odkazuje na něco, co neexistuje, bohužel neznamená, že za to nejsou nastrčeni skuteční lidé, aby za to zaplatili jako obětní beránci a utišili tak rostoucí pocit hněvu a úzkosti. A z tohoto důvodu je 'kulturní marxismus' nejen smutným odváděním pozornosti od formulování legitimních stížností, ale také nebezpečným lákadlem ve stále více rozjitřené době."

## Historický vývoj

### Původ
Konspirační teorie marxistické kulturní války vznikla v eseji "New Dark Age: Frankfurt School and 'Political Correctness'" (1992), kterou napsal Michael Minnicinno a která byla publikována v časopise Fidelio vydávaném Schillerovým institutem, což je časopis spojený s okrajovým americkým pravicovým politickým aktivistou Lyndonem LaRouchem.:s.30–40 Ve svém projevu na konferenci Conservative Leadership Conference of the Civitas Institute v roce 1998 představil Paul Weyrich svou konspirační teorii, která přirovnává kulturní marxismus k politické korektnosti. Později tento projev znovu zveřejnil ve svém dopise, kde tvrdil, že konzervativci prohráli kulturní válku a vyzýval k vytvoření paralelních skupin, které by žily odděleně od zbytku společnosti. Ve Spojených státech tuto konspirační teorii propagují náboženští fundamentalisté a paleokonzervativní politici, jako jsou William S. Lind, Pat Buchanan a Paul Weyrich, a také alt-right, neonacistické a nacionalistické organizace.
Pro Free Congress Research and Education Foundation pověřil Weyrich Lindovou, aby napsala dějiny kulturního marxismu, definovaného jako "značka západního marxismu [...] běžně známá jako 'multikulturalismus' nebo, méně formálně, politická korektnost", která tvrdila, že přítomnost otevřených homosexuálů v televizním průmyslu dokazuje, že kulturní marxisté ovládají masmédia; a že Herbert Marcuse považoval koalici "černochů, studentů, feministek a homosexuálů" za možný předvoj kulturní revoluce v 60. letech. Historik Martin Jay navíc v Dialectic of Counter-Enlightenment: The Frankfurt School as Scapegoat of the Lunatic Fringe (2011) uvedl, že Political Correctness: The Frankfurt School (1999), Lindův dokument o konzervativní kontrakultuře, byl účinnou propagandou konspirační teorie o kulturním marxismu, protože "dal vzniknout řadě zkrácených textových verzí, které byly reprodukovány na řadě radikálních, pravicových webových stránek". Dále píše:
To pak vedlo k množství nových videí, která jsou nyní k dispozici na YouTube a v nichž podivná sestava pseudoexpertů opakuje naprosto stejnou větu. Jejich poselství je otupující a zjednodušující: Všechny "neduhy" moderní americké kultury, od feminismu, pozitivní diskriminace, sexuálního osvobození, rasové rovnosti, multikulturalismu a práv homosexuálů až po úpadek tradičního školství a dokonce i environmentalismus, lze nakonec přičíst zákeřnému intelektuálnímu vlivu členů Institutu pro sociální výzkum, kteří přišli do Ameriky ve 30. letech 20. století.

### Hlavní propagátoři
Podle Joan Brauneové, vyučující filozofie na Gonzaga University, jsou Paul Gottfried, William S. Lind a Kevin MacDonald třemi hlavními zastánci konspirační teorie. Podle politologa Jérôma Jamina jsou za vznik a propagaci konspirační teorie nejvíce odpovědní William Lind, Pat Buchanan a Anders Breivik.
Andrew Breitbart, zakladatel Breitbart News, byl zastáncem konspirační teorie. Breitbart News zveřejnil myšlenku, že atonální hudba Theodora Adorna byla pokusem přimět obyvatelstvo k masové nekrofilii. Pat Buchanan šíří konspirační teorii o kulturním marxismu, jehož cílem je "odkřesťanštění" Spojených států. Paul Weyrich uváděl kulturní marxismus jako záměrnou snahu podkopat "naši tradiční, západní, židovsko-křesťanskou kulturu" a konzervativní agendu v americké společnosti a tvrdil, že "kulturní válku jsme prohráli" a že "legitimní strategií, kterou bychom měli následovat, je hledat způsoby, jak se oddělit od institucí, které byly uchváceny ideologií politické korektnosti nebo jinými nepřáteli naší tradiční kultury".

#### Anders Behring Breivik
V roce 2011 se této konspirační teorii dostalo nové pozornosti poté, co bylo při útocích v Norsku zavražděno 77 lidí. Dne 22. července 2011 Anders Behring Breivik zdůvodnil svůj terorismus tím, že jako hlavní téma svého politického manifestu uvedl marxistickou kulturní válku. Breivik napsal, že "epidemie pohlavně přenosných chorob v západní Evropě je důsledkem kulturního marxismu", že "kulturní marxismus definuje muslimy, feministky, homosexuály a některé další menšiny jako ctnostné a etnické křesťanské evropské muže považuje za zlo" a že "Evropský soud pro lidská práva (ESLP) ve Štrasburku je kulturně-marxistický politický subjekt".

### Podněcování
Po útocích v Norsku se této konspirační teorie chopila řada krajně pravicových médií a fór, včetně pravicových webových stránek, jako jsou AltRight Corporation, InfoWars a VDARE, které tuto konspirační teorii propagují. Na webových stránkách AltRight Corporation, altright.com, se objevily články s názvy jako "Krotitelé duchů a sebevražda kulturního marxismu", "#3 - Švédsko: Hlavní stát kulturního marxismu" a "Beta levičáci, kulturní marxismus a samolibost". Na serveru InfoWars se objevily četné titulky jako "Je kulturní marxismus novou hlavní americkou ideologií?". VDARE vydala podobné články s podobnými názvy, jako například "Ano, Virginie (Dare), existuje kulturní marxismus a přebírá vládu nad konzervatismem"
Konspirační teorii propagovali také neonacisté a zastánci nadřazenosti bílé rasy, kteří pomáhali zvyšovat její dosah. Na webových stránkách, jako je American Renaissance, se objevily články s názvy jako "Kulturní marxismus v akci: Inženýři Media Matters zrušili konferenci Vdare.com". Daily Stormer pravidelně přináší články o "kulturním marxismu" s názvy jako "Židovský kulturní marxismus ničí Abercrombie & Fitch", "Hollywood znovu udeřil: Kulturní marxismus prostřednictvím velkofilmů" a "Levo-středo-pravé politické spektrum imigrace = kulturní marxismus". Podobně Richard B. Spencer, šéf National Policy Institute, propaguje konspirační teorii.

### Vstup do hlavního proudu
V druhém desetiletí 21. století Jordan Peterson přesunul termín kulturní marxismus do diskurzu hlavního proudu, a tím jej zpopularizoval. Peterson obviňoval kulturní marxismus jako ohrožení svobody slova kvůli údajnému požadavku používat genderově neutrální zájmena a často zneužíval postmodernismus jako zástupný termín. Bývalí spolupracovníci Breitbartu Ben Shapiro a Charlie Kirk, zakladatel Turning Point USA, propagují konspirační teorie o kulturním marxismu, zejména tvrzení, že kulturní marxismus působí na univerzitách.
Spencer Sunshine, spolupracovník Political Research Associates, prohlásil, že "zaměření pravice na Frankfurtskou školu slouží ke zdůraznění její židovské podstaty". Paul a Sunshine kritizovali zejména tradiční média, jako jsou The New York Times, New York Post a Washington Post, že buď neobjasnila podstatu konspirační teorie, nebo ji "nechala žít na svých stránkách". Příkladem je článek Davida Brookse v New York Times, který "kulturní marxismus přejmenovává na pouhou politickou korektnost, čímž dává této nacisty inspirované frázi legitimitu pro americkou pravici". Uvádí ji nebo cituje v dalších článcích - některé z nich jsou odlehčené, jako například módní náznaky alt-right - aniž by popsal, jak okrajový tento pojem je. Je to podobné, jako když se v mainstreamovém tisku nechává nezasloužený prostor konspiračním teoriím o chemtrails nebo vakcínách." Dalším je Andrew Sullivan, který "odsoudil 'kulturní marxisty' za to, že inspirují hnutí za sociální spravedlnost na univerzitách". Paul a Sunshine dospěli k závěru, že nezdůraznění podstaty kulturní marxistické konspirační teorie "má trpké následky. 'Je to legitimizace používání tohoto rámce, a proto je to zakódovaný antisemitismus'".
Sociologové Julia Luxová a John David Jordan tvrdí, že konspirační teorii lze rozdělit na klíčové prvky: "misogynní antifeminismus, neo-eugenická věda (široce definovaná jako různé formy genetického determinismu), genetická a kulturní nadřazenost bílé rasy, mccarthyovské antilevičáctví fixované na postmodernismus, radikální antiintelektualismus aplikovaný na společenské vědy a myšlenka, že k obnovení normality je nutná čistka". Dále uvádějí, že všechny tyto body "podporují, proselytizují a akademicky podněcují intelektuálové, politici a mediální osobnosti s mimořádně důvěryhodným vzděláním". Zmiňují Richarda Dawkinse, Sama Harrise, Stevena Pinkera and Christophera Hitchense, kteří podporují některé z uvedených prvků. Dominic Green napsal v časopise Spectator USA konzervativní kritiku stížností konzervativců na kulturní marxismus, v níž uvedl: "Pro nacisty spadala Frankfurtská škola a její nejasně židovští exponenti do rubriky Kulturbolshewismus, 'kulturní bolševismus'".

#### Česko
Roku 2004 byla do češtiny přeložena kniha Pata Buchanana Smrt západu, která hlásala konspirační teorii o kulturním marxismu. Místo pojmu kulturního marxismu jakožto doslovného překladu cultural marxism se však v českém prostředí v rámci konspirační teorie ujal již dříve existující pojem neomarxismus, který předtím v literatuře souhrnně označoval řadu různých sociologicko-filozofických koncepcí. Stalo se tak vlivem neonacistického webu White Media, který od roku 2009 sestavoval seznamy svých nepřátel. Web tvrdil, že bojuje proti "neomarxismu" jako "rakovině národa", jejímž údajným cílem je "podkopávání a postupná likvidace tradičních evropských národů, jejich vnitřní jednoty, identity, hrdosti, etnické a kulturní homogenity a tradičních hodnot". Kromě neonacistického webu White Media se konspirační teorie o neomarxismu objevovaly také na dezinformačních webech jako Protiproud Petra Hájka, Parlamentní listy, Vlastenecké noviny, EUportál, Krajské listy či Eurabia.
Popularita konspirační teorie v českém prostředí začala rychle stoupat v roce 2015, kdy vyvrcholila evropská migrační krize. Od té doby začali konspirační teorii hlásat také pravicoví politici hlavního proudu jako Alexandra Udženija, Jana Černochová, Alexandr Vondra, Pavel Bělobrádek či Václav Klaus mladší. Nejviditelnějším šiřitelem pojmu neomarxismus v českém prostředí se pak stal krajně pravicový politik Tomio Okamura. Popularita konspirační teorie o neomarxismu dosáhla takové intenzity, že pojem veřejně použili taktéž prezident karlovarského festivalu Jiří Bartoška či kuchař Zdeněk Pohlreich. Roku 2020 pojem neomarxismus použil též český premiér Andrej Babiš v rámci svého projevu v Poslanecké sněmovně, kterým reagoval na poslance České pirátské strany. V roce 2021 pak termín použil hejtman Moravskoslezského kraje Ivo Vondrák, když sdílel vyvrácený hoax z dezinformačních webů, a ministryně financí Alena Schillerová.
Byť tedy konspirační teorii o neomarxismu v českém prostředí rozšířili neonacističtí aktivisté, podařilo se jí během krátké doby dostat z okraje společnosti a pojem neomarxismus se stal součástí politického slovníku významných ústavních činitelů.

#### Austrálie
Krátce po útocích v Norsku se k tomuto spiknutí začali hlásit pravicoví politici hlavního proudu. V roce 2013 napsal Cory Bernardi, člen vládnoucí Liberální strany, ve své knize The Conservative Revolution (Konzervativní revoluce), že "kulturní marxismus byl v minulém století jedním z nejrozkladnějších vlivů na společnost". O pět let později Fraser Anning, bývalý australský senátor, původně člen strany One Nation Pauline Hansonové a poté Katterovy Australské strany, během svého prvního projevu v roce 2018 prohlásil, že "kulturní marxismus není vyhozená věta, ale doslovná pravda", a hovořil o potřebě "konečného řešení problému imigrace".

#### Brazílie
V Brazílii byla ve vládě Jaira Bolsonara řada členů administrativy, kteří konspirační teorii propagovali, včetně Eduarda Bolsonara, prezidentova syna, který "nadšeně popisoval Steva Bannona jako odpůrce kulturního marxismu".

#### Spojené království
Během debaty o brexitu v roce 2019 se řada konzervativců a zastánců brexitu hlásila ke konspirační teorii.
Suella Bravermanová, poslankyně Evropského parlamentu za Konzervativní stranu, ve svém projevu pro euroskeptický think-tank Bruges Group uvedla, že "právě teď svádíme mnoho bitev. Jako konzervativci vedeme bitvu proti kulturnímu marxismu, kde se zakazování věcí stává de rigueur, kde se svoboda projevu stává tabu, kde jsou naše univerzity - kvintesence liberalismu - zahaleny cenzurou a kulturou ne-platformování." Její použití konspirační teorie odsoudili jako nenávistný projev další poslanci, Rada zástupců britských Židů a protirasistická organizace Hope Not Hate. Rada poslanců britských Židů po pozdějším setkání s ní uvedla, že "v žádném případě není antisemitská". Bravermanovou na tuto souvislost upozornila novinářka Dawn Fosterová, ale ona se používání termínu bránila. Bravermanová popřela, že by termín kulturní marxismus byl antisemitským obratem, a během tiskové konference odpovídala na otázku, "zda si za tímto termínem stojí vzhledem k jeho krajně pravicovým souvislostem". Řekla: "Ano, věřím, že bojujeme proti kulturnímu marxismu, jak jsem již řekla. Máme tu kulturu vyvíjející se z krajní levice, která umožnila potlačení svobody slova, svobody myšlení."" Bravermanová dále dodala, že si je "velmi dobře vědoma toho pokračujícího plíživého kulturního marxismu, který přišel od Jeremyho Corbyna".
Nigel Farage propagoval konspirační teorii kulturního marxismu, za což ho odsoudili další poslanci a židovské skupiny, jako je Rada zástupců britských Židů, podle nichž ji používal jako kódovaný jazyk pro antisemitismus ve Spojeném království. Farage prohlásil, že Spojené království čelí "kulturnímu marxismu", což je termín, který deník The Guardian ve své zprávě popsal jako "pocházející z konspirační teorie založené na údajném spiknutí proti národním vládám, která je úzce spojena s krajní pravicí a antisemitismem". Farageův mluvčí "odsoudil předchozí kritiku jeho vyjadřování ze strany židovských skupin a dalších osob jako 'ubohou' a 'vykonstruovanou historku'".
Patrick Barwise a Peter York v knize The War Against the BBC (Válka proti BBC, 2020) píší o tom, jak byla některými pravicovými představiteli prosazována konspirační teorie kulturního marxismu jako součást údajné zaujatosti BBC. Yasmin Alibhai-Brown uvádí Dominica Cummingse, Tima Montgomerieho a pravicový web Guido Fawkes jako příklady "neúnavného stěžování si na 'kulturní marxismus' nebo levicovou zaujatost této instituce. To se nyní děje téměř denně."
V listopadu 2020 byl v dopise podepsaném 28 konzervativními poslanci zveřejněném v deníku The Telegraph National Trust obviněn, že je "podbarven kulturním marxistickým dogmatem, kterému se hovorově říká 'woke agenda'". Použití této terminologie v dopise označily organizace All-Party Parliamentary Group Against Antisemitism, Jewish Council for Racial Equality, antirasistická charitativní organizace Hope Not Hate a Campaign Against Antisemitism za antisemitské.

#### Spojené státy americké
V době, kdy působil jako poradce tehdejšího prezidenta Donalda Trumpa, napsal Rich Higgins memorandum, v němž Trumpovu prezidentskou kampaň v roce 2016 označil za "válku proti kulturnímu marxismu, kterou je třeba udržet i během jeho prezidentství". Higgins psal o "kabale", což je antisemitský obrat, která propaguje kulturní marxismus a zahrnuje "globalisty, bankéře, islamisty a konzervativní republikány" a která ovládla média, akademickou obec, politiku a finanční systém a také kontroluje pokusy o potlačení nenávistných projevů a nenávistných skupin prostřednictvím vládních programů proti násilnému extremismu. Higgins také tvrdil, že Frankfurtská škola "usilovala o dekonstrukci všeho, aby to zničila a dala tak vzniknout celospolečenskému nihilismu". Matt Shea, washingtonský poslanec za Republikánskou stranu, je zastáncem konspirační teorie, jak ji nastínil v sedmistránkovém konspiračním memorandu Higgins, pracovník Rady pro národní bezpečnost v Trumpově administrativě, který byl propuštěn poté, co se dokument dostal na veřejnost v červenci 2017.

### Terorismus
Ke konspirační teorii se hlásí řada krajně pravicových teroristů. Kromě Anderse Behringa Breivika propagoval tuto konspirační teorii ve videu pro Britskou národní stranu také Jack Renshaw, neonacistický sexuální delikvent, který byl odsouzen za přípravu vraždy labouristické poslankyně Rosie Cooperové. John T. Earnest, pachatel střelby v synagoze v Poway v roce 2019, se inspiroval ideologií nadřazenosti bílé rasy. V internetovém manifestu Earnst uvedl, že podle něj je "každý Žid zodpovědný za pečlivě naplánovanou genocidu evropské rasy" prostřednictvím propagace "kulturního marxismu a komunismu".

## Vědecká analýza
Akademička Joan Brauneová vysvětlila, že kulturní marxismus v tom smyslu, v jakém jej uvádějí konspirační teoretici, nikdy neexistoval a neodpovídá žádné historické myšlenkové škole. Uvedla také, že učenci Frankfurtské školy jsou označováni jako "kritičtí teoretici", nikoli "kulturní marxisté", a poukázala na to, že na rozdíl od tvrzení konspirační teorie má postmoderna tendenci být vůči marxismu ostražitá nebo dokonce nepřátelská, včetně velkých narativů, které kritická teorie obvykle podporuje.
Rachel Busbridgeová, Benjamin Moffitt a Joshua Thorburn popisují konspirační teorii jako prosazovanou krajní pravicí, která však "v posledním čtvrtstoletí získala na popularitě", a uzavírají, že "optikou kulturně marxistické konspirace je však možné rozeznat vztah posilování postavení mezi mainstreamem a okrajovými proudy, kdy určité myšlenky a obraty mohou být předávány, přebírány a přizpůsobovány 'mainstreamovými' osobnostmi, čímž získávají důvěryhodnost a zviditelňují se ideologie, které by dříve byly odsouvány na okraj."
Zatímco vliv Frankfurtské školy a kritické teorie je většinou politologů obecně považován za značně rozsáhlý v rámci akademické obce, byl v přímém protikladu k teoriím prosazovaným postmoderními filozofy. Ti jsou však přitom zastánci konspirační teorie často označováni za hlavní příklady kulturního marxismu. Kromě toho žádný z členů Frankfurtské školy nebyl součástí žádného mezinárodního spiknutí s cílem zničit západní civilizaci.